# R103 (Schouwen)
De Recreatieve weg 103 (r103) is een weg in Renesse, Zeeland. De weg begint bij de bushalte Zeeuwse Stromen Strand in de Jan van Renesseweg en sluit aan op de r104 en de r105. De weg is 1,2 km lang.
Nieuwvliet: R101 · R102 · R103 · R104 · R105

Ommen: R101 · R102 · R103 · R104 · R105

Schouwen: R101 · R102 · R103 · R104 · R105 · R106 · R107 · R108 · R109 · R110 · R111 · R112

Spaarnwoude: R101 · R102 · R103 · R104 · R105 · R106

Voorthuizen: R101

IJmuiden: R101 · R102 · R103